# Lokalita břízy ojcovské u Volyně
Lokalita břízy ojcovské u Volyně je přírodní památka v Krušných horách. Nachází se asi jeden kilometr jihovýchodně od Volyně u Výsluní v okrese Chomutov. Důvodem vyhlášení chráněného území je výskyt kriticky ohrožené břízy ojcovské.

## Historie
Lokalita břízy ojcovské u Volyně bývala považována za jediné místo výskytu tohoto druhu v Česku. V roce 2016 byly nalezeny tři další exempláře v Zooparku Chomutov. Výskyt břízy ojcovské u Volyně doložen už v letech 1842–1843, kdy její vzorky uložil do herbáře chomutovský botanik J. Knaf. Jeho sběry určil až A. Korczyk v roce 1967. Celou oblast podrobně prozkoumal Josef Lorber, který mezi Volyní a Pavlovem nalezl několik set exemplářů.
Chráněné území bylo poprvé vyhlášeno okresním národním výborem v Chomutově dne 17. ledna 1986 jako chráněný přírodní výtvor. Podruhé je ve stejné kategorii vyhlásil chomutovský okresní národní výbor 27. dubna 1990. Přírodní památka je v Ústředním seznamu ochrany přírody evidována pod číslem 1003. Spravuje ji Krajský úřad Ústeckého kraje.

## Přírodní poměry
Přírodní památka měří 1,03 hektaru a nachází se v nadmořské výšce 692–720 metrů. Území je rozděleno do dvou částí, z nichž menší leží na území Přírodního parku Údolí Prunéřovského potoka.
Geologické podloží je tvořeno horninami krušnohorského krystalinika ze svrchního proterozoika až spodního paleozoika. Ve větší části území, která leží blíže vesnici, jsou zastoupeny svory a rulami, zatímco v menší části se v podloží nachází dvojslídné ortoruly. Z geomorfologického hlediska lokalita leží v Krušných horách, v podcelku Loučenská hornatina a okrsku Přísečnická hornatina. Půdní pokryv tvoří kambizem dystrická.
Území se nachází v povodí Prunéřovského potoka. V rámci Quittovy klasifikace podnebí lokalita leží v chladné oblasti CH7, pro kterou jsou typické průměrné teploty −3 až −4 °C v lednu a 15–16 °C v červenci. Roční úhrn srážek dosahuje 850–1000 milimetrů. Zvířena ani květena na lokalitě není významná.
Důvodem ochrany je výskyt kriticky ohrožené břízy ojcovské (Betula oycoviensis), která v chráněném území roste v počtu 23 jedinců, ale dalších šedesát jedinců roste také v blízkém okolí. U některých jedinců výrazně převažují fenotypové znaky břízy bělokoré (Betula pendula). Při mapování výskytu břízy ojcovské v letech 2011–2017 bylo v chráněném území, přilehlých ladech, mezích a okrajích cest zaznamenáno celkem 57 jedinců, z nichž pouze sedmnáct rostlo v přírodní památce. Místem s významným výskytem býval pás obnažené půdy pod blízkým vedením vysokého napětí, ale v důsledku jeho zarůstání tam počet jedinců klesá. Ke snižování početního stavu také přispívá snadné křížení s břízou bělokorou.

## Přístup
Chráněné území je volně přístupné. K bližší a větší části vede z Volyně lesní cesta, která dále pokračuje úbočím Volyňského vrchu k Prunéřovu. Menší část území se nachází asi 200 metrů severně od cesty.